# Xabiiba Cabdilaahi
Xabiiba Cabdilaahi   (Djibouti, 1960 - 23 de juny de 2020) Habiba Abdillah Waberi va ser una destacada cantant de Djibout.
Habiba, va néixer el 8 de juliol de 1961 a Djibouti, Costa Francesa dels Somalis. Vivia amb la seva família al CDC (Centre de développement communautaire) Quartier 6, Ciutat de Djibouti. Va actuar per primera vegada als escenaris als 21 anys amb el grup Gacan Macan i va començar la seva carrera artística l'any 1982. A partir de la dècada de 1990, dominava l'escena musical de Djibouti. Sovint va utilitzar la sàtira, la metàfora i les al·lusions històriques per transmetre temes complexos d'una manera entenedora. Les seves cançons estaven esquitxades d'històries d'amor, viatge i esperança. Xabiiba va ser una figura destacada de la música tradicional de Djibouti.
El 23 de juny de 2020, Habiba va morir a l'Hospital Peltier de la ciutat de Djibouti, Djibouti.

## Música
Les cançons populars de Xabiiba Cabdilaahi inclouen:
- Geesi
- Farsamo
- Bashahaygow